# Caumont (Gironde)
Caumont ist eine französische Gemeinde mit 134 Einwohnern (Stand: 1. Januar 2022) im Département Gironde in der Region Nouvelle-Aquitaine. Sie gehört zum Kanton Le Réolais et Les Bastides und zum Arrondissement Langon. 
An der südöstlichen Gemeindegrenze verläuft das Flüsschen Ségur. Nachbargemeinden sind Cleyrac im Nordwesten, Cazaugitat im Nordosten, Rimons im Südosten, Castelmoron-d’Albret im Süden, Saint-Martin-du-Puy im Südwesten und Sauveterre-de-Guyenne.

## Bevölkerungsentwicklung
| Jahr      | 1962 | 1968 | 1975 | 1982 | 1990 | 1999 | 2006 | 2017 |
| --------- | ---- | ---- | ---- | ---- | ---- | ---- | ---- | ---- |
| Einwohner | 213  | 204  | 146  | 143  | 138  | 122  | 150  | 147  |

## Sehenswürdigkeiten

Kirche Saint-Mandé

- Kirche Saint-Mandé